# Antoine Debons
Pour les articles homonymes, voir Debons.
Antoine Debons, né le 17 février 1998 à Martigny, est un coureur cycliste suisse.

## Biographie
Antoine Debons commence le cyclisme au Vélo-Club Excelsior Martigny, anciennement dirigé par son père Alexandre. Dessinateur en bâtiment de formation,, il connaît sa première sélection en équipe nationale en 2016 pour le Tour du Pays de Vaud, manche de la Coupe des Nations Juniors.
En 2019, il se classe notamment septième du Giro del Belvedere. Il participe également au Tour de l'Avenir, où il remporte le contre-la-montre par équipes avec ses coéquipiers de la sélection suisse. Il intègre ensuite la formation Akros-Excelsior-Thömus en 2020, après la disparition de sa précédente équipe IAM Excelsior. Dans un calendrier perturbé par la pandémie de Covid-19, il réalise son meilleur résultat en aout avec une troisième place sur la première étape du Tour de Savoie Mont-Blanc. 
Toujours sans contrat professionnel pour la saison 2021, Antoine Debons se résout finalement à rejoindre l'équipe continentale autrichienne Vorarlberg au mois d'avril. Il décide cependant de quitter le niveau continental en 2022 pour signer au club français Charvieu-Chavagneux IC, afin de se libérer de son statut habituel d'équipier. Au printemps, il est retenu au sein d'une sélection suisse pour participer au Tour de Romandie, sa première course World Tour. Lors de la première étape, il participe à une échappée de cinq coureurs et reçoit le prix de la combativité. 
En 2023, il rejoint l'équipe Philippe Wagner Cycling Team. Grâce à ses résultats, il signe son premier contrat professionnel avec l'équipe Corratec-Vini Fantini[réf. nécessaire].

## Palmarès et résultats

### Palmarès par année
- 2017
  - 2e du Tour de Berne amateurs
- 2018
  - 3e du Prix des Vins Henri Valloton
- 2019
  - 2e étape du Tour de l'Avenir (contre-la-montre par équipes)
  - 2e du Grand Prix L'Échappée
- 2021
  - 3e du Tour du Jura Suisse
- 2022
  - Circuit des Deux Provinces
  - Grand Prix du Faucigny
  - Quatre Jours des As-en-Provence :
    - Classement général
    - 2e étape
- 2023
  -  Champion de Suisse des élites nationaux[9]
  - Grand Prix Ticino
  - 2e du championnat de Suisse sur route[9]
  - 2e de Martigny-Mauvoisin
- 2025
  - Grand Prix Berra Immobilier
  - 3e du Tour du Charolais

### Classements mondiaux
| Année                                 | 2019  | 2020  | 2021 | 2022  | 2023 | 2024  |
| ------------------------------------- | ----- | ----- | ---- | ----- | ---- | ----- |
| Classement mondial                    | 3310e | 1727e | nc   | 2288e | 836e | 2771e |
| UCI Europe Tour                       | 2007e | 1277e | nc   | 1436e | nc   | nc    |
|                                       |       |       |      |       |      |       |
| Légende : nc = non classéSource : UCI |       |       |      |       |      |       |